# 立志舎高等学校
立志舎高等学校（りっししゃこうとうがっこう、英称:Risshisha High School）は、東京都墨田区太平二丁目にある私立高等学校。学校法人立志舎が経営している。略称は立志と呼ばれている。

## 概要
1999年（平成11年）に各種専門学校を運営する学校法人立志舎（2003年度までは旧東京IT会計法律学園の関連法人）により設立された全日型通信制課程の高等学校。校名の由来は板垣退助を初めとする人達が志を達することを期して設立した立志社にちなんだもの。学校であるため「社」を“学び舎”の「舎」とした。
高校偏差値を掲載しているサイトには偏差値が掲載されているが、公式サイトでは「本校は入学試験では学力試験を実施しておりません。しかし、一部の高校案内において偏差値がついており、多くの入学希望者から入学が可能かどうか心配して問合せがきております。本校では偏差値に関係なく、入学試験では学力試験は実施せずに、A推薦は面接で、B推薦及び一般入学は面接および作文で学習意欲の有無を重視して入学選考をしております」と記載されている。

## アクセス
- 総武本線（JR東日本）・東京メトロ半蔵門線「錦糸町駅」から徒歩5分

## 沿革
- 1979年（昭和54年） - 学校法人立志舎（旧・東京会計法律学園→東京IT会計法律学園）設立
- 1999年（平成11年） - 立志舎高等学校設立

## 校風
比較的自由な校風であり頭髪に関しては規則を設けていない、
また基準服はあるもののYシャツやネクタイ、リボンなど細かい制限は無い。

## 設置学科
- 普通科
  - 平日コース
    - 特進クラス
    - 進学クラス
    - 普通クラス

  - 土曜コース

## 部活動・同好会
グラウンドが狭いため運動部にはハンデがあるが公共施設を借りるなど、
色々と工夫をしながら練習に取り組んでいる。
野球部は夏の大会で10年近く初戦突破かつ3回戦以上の成績を残していた。
運動部
- 硬式野球部
- サッカー部
- バスケットボール部
- バドミントン部
- 硬式テニス部
- 卓球部
- 水泳部
- チアリーディング部

文化部
- 吹奏楽部
- 軽音楽部
- e-スポーツ部

同好会
- 美術同好会
- ダンス同好会
- 演劇同好会
- 書道同好会
- ビリヤード同好会
- パソコン・薄記同好会
- 応援団

## 主な卒業生
- 南山千明 - サッカー選手[1]
- 高野人母美 - モデル、プロボクサー[2]
- 藤田志穂 - 実業家、ファッションモデル
- 稲森寿世 - 歌手、ファッションモデル
- 二宮和也 - 歌手、俳優、男性アイドルグループ嵐のメンバー
- 千葉涼平 - 歌手、ダンサー、ダンス&ボーカルユニットのw-inds.のリーダー